# 1996年エア・アフリカ墜落事故
1996年エア・アフリカ墜落事故（1996ねんエア・アフリカついらくじこ）とは、1996年1月8日に発生した航空事故である。ンドロ空港からカエムバ空港に向かう予定であったアントノフAn-32B（モスクワ・エアウェイズからのウェット・リース機）が、ンドロ空港からの離陸に失敗し滑走路をオーバーランした。機体は、シムバジキタ通りの市場へ突っ込んだ。乗員6人のうち2人が死亡し、4人が生き残った。しかし、市場にいた人々のうち225人が死亡し、約253人の重傷者を出した。これは、テロリズムなど意図的なものを除いて、航空機の衝突による非乗客の死者数の中で最大である。

## 事故の背景
サブサハラ・アフリカで起きた数十年にわたる紛争を経て、航空ビジネスは非常に複雑になっており、違法行為が横行していた。
アントワープの平和研究所長であるヨハン・ペレマンは以下のように語っている。
飛行機をリースして実際に運行している航空会社と、リースを計画・仲介している輸送代理店と、実際に航空機を所有している会社との関係は、しばしば非常に複雑になっていたりする。そのため、違法行為の責任がどこにあるのか確かめることが困難になっている。1996年1月にキンシャサで墜落したアントノフは、エア・アフリカによって運用されていたが、同社は実業家のベンバ・サオロナが所有する航空会社Scibe Airliftから機体と乗員のリースを受けていた。Scibe Airliftの販売代理店でありベルギーに拠点を置くScibe CMMJはザイール共和国の航空会社にも機体を賃貸しており、同様にモスクワ・エアウェイズとも契約していた。
また、この32B便がアンゴラ全面独立民族同盟へ武器を輸送していたとも報じられている。
Scibe Airliftは、少なくとも1985年にはサオロナとモブツ・セセ・セコが所有していた。（1985年11月18日/フォーブス）
そして、1996年の1月にアントノフ32便がキンシャサでの離陸に失敗しおよそ370人が死亡した事故を起こした際に、UNITAへ武器を輸送していたことが判明した。（1996年1月10日/アジェンスフランスプレス）
エア・アフリカが運行したアントノフ32便の航空機と乗組員はScibe Airliftからチャーターしていたが、実際にはScibe Airliftの販売代理店であるScibe CMMJを通じて、モスクワ航空からリースされた機体であった。（1997年3月21日/ワシントン・ポスト）

## 事故の概略
ンドロ空港の短い滑走路を離陸しようとした時の32B便は過積載状態であり、さらに燃料を十分に補給したために機体が非常に重くなっていた。
機首を持ち上げるのに十分なスピードが出ないまま機体が浮き上がり、屋台や歩行者や車で賑わうシムバジキタ市場へ突っ込んだ。不幸なことに、32B便には市場を燃やし尽くすのに十分な量の燃料が搭載されていた。死傷者数は報道によって増減するが、225人から348人にのぼるとみられる。

## 事故の影響
負傷者の第一陣はママイエモ病院（現キンシャサ総合病院）へ搬送されたが、すぐに満員となり他の二つの病院にも搬送された。1月10日にはプロテスタント・カテドラル・デュ・セントネアールで犠牲者の葬儀が営まれ、ザイール大統領だったモブツとScibe社オーナーのサオロナも参列した。Scibe社とエア・アフリカは、死傷者と遺族に140万ドルの慰謝料を支払っている。
ロシアのパイロットであり32B便に搭乗したニコライ・カザリンとアンドレイ・ゴスコフは殺害罪で告訴され、最大2年の有罪判決を受けた。彼らは、着陸許可証をScibe Airliftから借用して使用していたこと、このフライトが違法であったこと、そして実際にはKahenma空港ではなくアンゴラ行きのフライトであることを知っていたと認めた。
人口密集地域で頻発する過負荷航空機の根本的な危険性についてコンゴ民主共和国では対策されておらず、2007年10月4日、Ndjili国際空港で同様の事故が発生している（2007年アントノフAn-26墜落事故）。